# Spleen-Polka
Spleen-Polka, op. 197, är en polkamazurka av Johann Strauss den yngre. Den framfördes första gången den 1 november 1857 i Volksgarten i Wien. Den kan ha uppförts tidigare i Pavlovsk i Ryssland. "Spleen" är det engelska ordet för mjälten (grekiska: 'splen'), men även beteckningen på den folkliga benämningen "mjältsjuka" eller svår depression eller melankoli.

## Historia
Verket var en av flera nya kompositioner som Johann Strauss komponerade för sin ryska konsertturné sommaren 1857 i Vauxhall Pavilion i Pavlovsk utanför Sankt Petersburg. För att spara pengar tog han endast med sig fyra musiker från sin orkester och kompletterade resten med personligt utvalda musiker från Berlin. Då violaspelaren F.A. Zimmermann (som alltid förde detaljerad dagbok över resorna) inte medföljde på resan kan ett exakt datum för polkan inte fastställas. Den verkar ha skrivits för en av Strauss vänner i Sankt Petersburg.
Den 22 oktober 1857 återvände Strauss till Wien. Två veckor tidigare, den 7 oktober, hade tidningen Wiener Allgemeine Theaterzeitung meddelat sina läsare att "Herr Strauss har utökat sin repertoar med följande kompositioner i Sankt Petersburg: valsen Souvenir de Nizza; Alexandrine-Polka; Spleen-Polka; kadriljen Beau monde; Olga-Polka och valsen Telegrafische Depeschen". Fyra av dessa nyheter återfanns på Strauss eftermiddagskonsert i Volksgarten söndaden den 1 november 1857. Av dessa hade redan Olga-Polka och Telegrafische Depeschen framförts i Wien av brodern Josef Strauss den 18 oktober vilket lämnade Johann Strauss att dirigera Wienpremiärerna av Spleen-Polka och Le beau monde. Konserten, under vilken Johann alternerade på dirigentpulten med Josef, innehöll även Daniel Aubers ouvertyr till Manon Lescaut och en serenad av Haertel. Wiener Allgemeine Theaterzeitung skrev: "I konserten fanns fyra av hans [Strauss] senaste verk som härrör från Nevas stränder. Varje stycke ökade jublet, särskilt den fantastiska 'Spleen-Polka' helt i linje med Chopins stil med sina briljanta, ömma och pikanta melodier och dess djärva instrumentering." Polkan gavs ut av förläggaren Carl Haslinger i början av december och recenserades av Theaterzeitung (8 december 1857) såsom "kanske en av Johann Strauss mest geniala kompositioner".

## Om polkan
Speltiden är ca 5 minuter och 37 sekunder plus minus några sekunder beroende på dirigentens musikaliska tolkning.